# هجوم ميدان شهر 2019
في 21 يناير/كانون الثاني قتلت طالبان أكثر من 100 جندي ينتمون قوات الأمن الوطنية الأفغانية وذلك بهجوم على مجمع عسكري في ميدان شهر في وسط أفغانستان. حدث الهجوم بالرغم من هدنة المحادثات المنعقدة بين طالبان والولايات المتحدة.
بدأ الحادث حينما اقتحم مهاجم المجمع بمركبة معبأة بالمتفجرات، ومن ثم أتى مهاجمان آخران وفتحا النار على المجمع قبل أن يُقتلا في الاشتباكات.
قال مسؤول كبير في وزارة الدفاع الأفغانية بأن 126 شخص لقوا حتفهم في الانفجار. وتبنت طالبان مسؤولية الهجوم وقالت بأن أكثر من 190 شخص قتلوا في الهجوم. بينما صرحت المديرية الوطنية للأمن بأن 36 شخص قتلوا.